# Friedrich Tschinke
Friedrich Tschinke (* 10. Oktober 1894 in Chicago; † 3. November 1948 in Halle (Saale)) war ein deutscher christlicher Widerstandskämpfer gegen den Nationalsozialismus, Häftling im KZ Buchenwald, Schulrektor in Halle (Saale) und VVN-Aktivist.

## Leben
Tschinke leistete aus christlicher Überzeugung Widerstand gegen das NS-Regime. Ein Gericht verurteilte ihn zu zwei Jahren Zuchthaus, die er im „Roten Ochsen“ von Halle zubrachte. Anschließend wurde er in das KZ Buchenwald überstellt.
Als die NS-Herrschaft beseitigt war, trat er in die Christlich-Demokratische Union Deutschlands (CDU) ein. Beruflich führte ihn sein Weg als Rektor an die Steintor-Schule von Halle. Ab 1947 stelle er seine Erfahrungen aus Widerstand und Verfolgung als Zeitzeuge der VVN zur Verfügung, in deren engerem Vorstand der Landesleitung Sachsen-Anhalt er mitarbeitete.

## Belege
1. ↑  Standesamt Halle (Saale): Sterberegister. Nr. 3700/1948.

| Personendaten    | Personendaten                                      |
| ---------------- | -------------------------------------------------- |
| NAME             | Tschinke, Friedrich                                |
| KURZBESCHREIBUNG | christlicher Widerstandskämpfer und VVN-Funktionär |
| GEBURTSDATUM     | 10. Oktober 1894                                   |
| GEBURTSORT       | Chicago                                            |
| STERBEDATUM      | 3. November 1948                                   |
| STERBEORT        | Halle (Saale)                                      |